# Шойом, Ласло
Ла́сло Шо́йом (венг. Sólyom László; 3 января 1942[…], Печ — 8 октября 2023, Будапешт) — венгерский государственный и политический деятель, 6-й президент Венгрии с 7 июня 2005 по 5 августа 2010 года, юрист, специалист по конституционному праву. Действительный член Венгерской академии наук (с 2013 года). Активно участвовал в деятельности правозащитных и экологических организаций.

## Биография
Родился 3 января 1942 года в городе Пече. В 1965 году окончил факультет политических и юридических наук в Печского университета. Тогда же он получил квалификацию библиотекаря. Занимался научной и преподавательской работой в Йене и Будапеште, в 1969 году получил докторскую степень. В 1982 году начал преподавать на факультете права в Будапештском университете.
С начала 1980-х годов активно участвовал в работе правозащитных и экологических организаций. В 1987 году был одним из основателей Венгерского демократического форума, который впоследствии стал одной из крупных политических сил в стране. В 1989 году парламент Венгрии избрал его членом Конституционного суда. С 1990 по 1998 год был председателем Конституционного суда. С 1993 по 1996 год также возглавлял Конференцию европейских конституционных судов.
С 1996 года преподавал в Католическом университете Петера Пазманя, в 1999 году был приглашен преподавать в Кёльнский университет. В 2000 году стал советником в юридической фирме Nagy and Trocsanyi. В 2001 году был избран членом-корреспондентом Венгерской академии наук. Одновременно с преподавательской вёл активную общественную деятельность в области охраны окружающей среды. В начале 2000 года возглавил комиссию по расследованию сброса в реки Тиса и Дунай цианидов с румынских предприятий, который привёл к гибели значительного количества рыбы в Венгрии. В то же время был членом президиума экологической организации «Vedegylet», в которую входили ряд писателей, деятелей искусства и активистов «зеленых». В 2002 году сообщалось о его участии в комиссии, занимавшейся вопросами открытия архивов венгерских спецслужб.
7 июня 2005 года венгерский парламент избрал Шойома, который выступал кандидатом от оппозиции, президентом страны. Он одержал победу с перевесом в несколько голосов над кандидатом-социалистом — председателем парламента Каталин Сили.
В ходе беспорядков в сентябре-октябре 2006 года, начавшихся после публикации выступления премьер-министра Ференца Дюрчаня, свидетельствовавшего о сокрытии им правды во время предвыборной кампании, Шойом выступил с критикой премьера и поддержал требования о его отставке. Однако несмотря на призывы президента, Дюрчань отказался покинуть свой пост.
В последующие годы неоднократно позволял себе критику политической и экономической деятельности Дюрчаня и возглавлявшейся премьер-министром Венгерской социалистической партии. Известность получило противодействие Шойома предложенной социалистами в конце 2007 года реформе здравоохранения: президент отказался подписать закон, сославшись на отсутствие общественной поддержки проекта реформы и на то, что реформа не гарантировала равного медицинского обеспечения всем граждан Венгрии. В марте 2008 года в стране прошёл инициированный Шойомом референдум о реформе здравоохранения, в результате которого большинство проголосовавших выступили против её проведения в той форме, как она была предложена социалистами.
После того как в марте 2009 года Дюрчань объявил о своём намерении покинуть пост премьер-министра в связи с тем, что парламент Венгрии не поддержал его проект вывода страны из экономического кризиса, Шойом призвал к проведению досрочных парламентских выборов. Однако парламент ограничился сменой правительства, и в апреле 2009 года Шойом утвердил новый кабинет министров во главе с Гордоном Байнаи, работавшим в правительстве Дюрчаня министром национального развития и экономики.
Занимая президентский пост, продолжал уделять значительное внимание вопросам окружающей среды и экополитики. В ноябре 2007 года венгерский президент выступил с инициативой создания международной организации охраны окружающей среды при ООН. В мае 2008 года указал на необходимость «экосоциальной глобализации» и объединения мировых усилий в деле охраны окружающей среды, вызванную наблюдавшимися по всему миру климатическими изменениями.
Активно выступал за предоставление автономии румынским венграм и неоднократно поднимал этот вопрос во время встреч с президентом Румынии Траяном Бэсеску, однако в феврале 2009 года Бэсеску заявил, что пока Румыния является суверенным и единым государством, венгерская автономия создана не будет. В марте 2009 года Шойом объявил о намерении посетить румынских венгров, но власти Румынии не дали самолёту венгерского президента разрешения на посадку, так что Шойом был вынужден добираться на автомобиле. Этот инцидент привёл к охлаждению отношений между Румынией и Венгрией.
В августе 2009 года схожая история произошла, когда Шойом попытался посетить с частным визитом словацкий город Комарно, значительную часть которого составляют венгры. Словацкие власти восприняли этот визит как проявление имперских амбиций Венгрии: премьер-министр Словакии Роберт Фицо назвал поездку Шойома провокацией, а самого венгерского президента «нежелательным гостем». В результате Шойом был вынужден развернуться на словацко-венгерской границе, что администрация Венгрии охарактеризовала как беспрецедентное событие в условиях европейской свободы передвижения.
29 июня 2010 года в парламенте Венгрии состоялись выборы нового президента страны. Шойома предложила переизбрать на второй срок только депутатская группа от партии «Политика может быть другой», но им не хватило голосов для выставления его кандидатуры, поэтому президентом был избран ранее занимавший пост председателя парламента Пал Шмитт. Полномочия Ласло Шойома как главы государства истекли 5 августа 2010 года, после чего Шмитт вступил в должность президента Венгрии.
Помимо родного венгерского владел английским, немецким и французским языками.
Шойом был женат, в 2015 году овдовел. У него остались двое взрослых детей и девять внуков.
Скончался 8 октября 2023 года на 82-м году жизни в Будапеште. Похоронен в полдень 18 октября на кладбище Керепеши во время римско-католической церемонии

## Награды
- Орден Креста земли Марии на цепи (Эстония, 22 марта 2006)[56]
- Орден Белой звезды на цепи (Эстония, 29 сентября 2009)[56]
- Орден Витаутаса Великого с цепью (Литва, 2006)
- Орден Дружбы I степени (Казахстан, 2007)
- Орден князя Ярослава Мудрого І степени (Украина, 7 июля 2008) — за выдающийся личный вклад в развитие украинско-венгерских отношений[57]
- Орден Трёх звёзд I степени на цепи (Латвия, 31 августа 2006)[58]
- Athir Национального ордена Заслуг (Алжир, 2 июня 2007)[59]
- Орден Солнца Перу на цепи (Перу, 2007)[60]